# Qieyang Shijie
Qieyang Shijie (* 11. listopadu 1990) je čínská atletka, chodkyně. Narodila v Haiyan. Na letních olympijských hrách 2012 v Londýně získala stříbrnou medaili. Je první etnická Tibeťanka které vyhrála medaili na olympijských hrách. Původně na letních olympijských hrách 2012 získala bronzovou medaili, ale poté, co byla ruská Olga Kaniskinová diskvalifikována v březnu 2016 za doping, získala stříbrnou medaili.